# Словения на зимних Олимпийских играх 2010
Словения на зимних Олимпийских играх 2010 была представлена 47 спортсменами в пяти видах спорта.

## Медалисты

### Серебро
| Серебро |            |                                       |
| №       | Спортсмены | Вид спорта (дисциплина)               |
| 1       | Тина Мазе  | Горнолыжный спорт (супергигант)       |
| 2       | Тина Мазе  | Горнолыжный спорт (гигантский слалом) |

### Бронза
| Бронза |              |                         |
| №      | Спортсмены   | Вид спорта (дисциплина) |
| 1      | Петра Майдич | Лыжные гонки (спринт)   |

## Результаты соревнований

### Биатлон
Мужчины
| Соревнование         | Спортсмены                                        | Стрельба    | Результат | Место |
| -------------------- | ------------------------------------------------- | ----------- | --------- | ----- |
| Спринт               | Клемен Бауэр                                      | 0+1         | 24:25,2   | 4     |
| Спринт               | Янез Марич                                        | 1+1         | 26:12,5   | 27    |
| Спринт               | Вася Рупник                                       | 0+3         | 27:20,8   | 57    |
| Спринт               | Петер Докл                                        | 0+0         | 27:21,0   | 58    |
| Гонка преследования  | Клемен Бауэр                                      | 1+0+2+2     | 34:33,8   | 9     |
| Гонка преследования  | Янез Марич                                        | 0+1+3+1     | 37:28,4   | 47    |
| Гонка преследования  | Вася Рупник                                       | 1+2+4+4     | 41:59,2   | 59    |
| Гонка преследования  | Петер Докл                                        | 0+3+2       | LAP       | 60    |
| Индивидуальная гонка | Клемен Бауэр                                      | 0+2+0+1     | 52:43,9   | 32    |
| Индивидуальная гонка | Вася Рупник                                       | 1+1+1+1     | 53:49,8   | 49    |
| Индивидуальная гонка | Янез Марич                                        | 1+2+1+1     | 54:46,4   | 62    |
| Индивидуальная гонка | Петер Докль                                       | 2+0+0+0     | 56:41,9   | 75    |
| Масс-старт           | Клемен Бауэр                                      | 2+0+0+3     | 38:16,9   | 28    |
| Эстафета             | Петер Докл, Клемен Бауэр, Вася Рупник, Янез Марич | 15+23+05+03 | 1:29:52,4 | 17    |

Женщины
| Соревнование         | Спортсмены                                                         | Стрельба    | Результат | Место |
| -------------------- | ------------------------------------------------------------------ | ----------- | --------- | ----- |
| Спринт               | Тея Грегорин                                                       | 0+0         | 20:29,2   | 9     |
| Спринт               | Андрея Мали                                                        | 0+0         | 21:32,6   | 31    |
| Спринт               | Дияна Равникар                                                     | 0+1         | 21:49,7   | 37    |
| Спринт               | Тадея Бранкович-Ликозар                                            | 1+3         | 23:13,3   | 75    |
| Гонка преследования  | Тея Грегорин                                                       | 0+0+1+1     | 31:38,6   | 9     |
| Гонка преследования  | Андрея Мали                                                        | 1+0+1+0     | 33:53,9   | 33    |
| Гонка преследования  | Дияна Равникар                                                     | 0+0+1+0     | 34:02,7   | 39    |
| Индивидуальная гонка | Андрея Мали                                                        | 0+0+0+0     | 43:14,4   | 19    |
| Индивидуальная гонка | Дияна Равникар                                                     | 1+0+0+1     | 44:27,4   | 35    |
| Индивидуальная гонка | Тея Грегорин                                                       | 0+1+0+2     | 44:29,1   | 36    |
| Индивидуальная гонка | Тадея Бранкович-Ликозар                                            | 1+1+2+0     | 47:09,5   | 63    |
| Масс-старт           | Тея Грегорин                                                       | 0+0+0+1     | 35:49,0   | 5     |
| Масс-старт           | Андрея Мали                                                        | 0+2+0+2     | 38:53,9   | 26    |
| Эстафета             | Дияна Равникар, Андрея Мали, Тадея Бранкович-Ликозар, Тея Грегорин | 01+02+02+01 | 1:12:02,4 | 8     |

### Лыжные виды спорта

#### Горнолыжный спорт
Мужчины
| Соревнование      | Спортсмены     | Скоростной спуск/ 1 спуск | Слалом/ 2 спуск | Всего   | Место |
| ----------------- | -------------- | ------------------------- | --------------- | ------- | ----- |
| Скоростной спуск  | Рок Перко      |                           |                 | 1:55,26 | 14    |
| Скоростной спуск  | Андрей Йерман  |                           |                 | 1:56,35 | 28    |
| Скоростной спуск  | Андрей Крижай  |                           |                 | 1:57,72 | 37    |
| Скоростной спуск  | Андрей Шпорн   |                           |                 | DNF     | —     |
| Суперкомбинация   | Андрей Йерман  | 1:56,03                   | 54,81           | 2:50,84 | 27    |
| Суперкомбинация   | Андрей Шпорн   | 1:54,56                   | DNF             | —       | —     |
| Суперкомбинация   | Андрей Крижай  | 1:56,48                   | DNF             | —       | —     |
| Супергигант       | Алеш Горза     |                           |                 | 1:31,07 | 11    |
| Супергигант       | Андрей Шпорн   |                           |                 | 1:31,58 | 18    |
| Супергигант       | Андрей Йерман  |                           |                 | DNF     | —     |
| Супергигант       | Андрей Крижай  |                           |                 | DNF     | —     |
| Гигантский слалом | Алеш Горза     | 1:17,95                   | 1:21,26         | 2:39,21 | 10    |
| Гигантский слалом | Янез Язбец     | 1:18,92                   | 1:21,04         | 2:39,96 | 19    |
| Гигантский слалом | Андрей Шпорн   | 1:19,19                   | 1:21,86         | 2:41,05 | 25    |
| Гигантский слалом | Андрей Крижай  | 1:20,48                   | 1:23,74         | 2:44,22 | 33    |
| Слалом            | Митя Валенчич  | 48,22                     | 52,13           | 1:40,35 | 6     |
| Слалом            | Бернард Вайдич | DNF                       | —               | —       | —     |
| Слалом            | Матик Скубе    | DNF                       | —               | —       | —     |
| Слалом            | Митя Драгшич   | DNF                       | —               | —       | —     |

Женщины
| Соревнование      | Спортсмены  | Скоростной спуск/ 1 спуск | Слалом/ 2 спуск | Всего   | Место |
| ----------------- | ----------- | ------------------------- | --------------- | ------- | ----- |
| Скоростной спуск  | Тина Мазе   |                           |                 | 1:47,94 | 18    |
| Скоростной спуск  | Маруша Ферк |                           |                 | 1:48,24 | 20    |
| Суперкомбинация   | Тина Мазе   | 1:25,97                   | 44,56           | 2:10,53 | 5     |
| Суперкомбинация   | Маруша Ферк | 1:26,15                   | 46,83           | 2:12,98 | 15    |
| Супергигант       | Тина Мазе   |                           |                 | 1:20,63 | 2     |
| Супергигант       | Маруша Ферк |                           |                 | DNF     | —     |
| Гигантский слалом | Тина Мазе   | 1:15,39                   | 1:11,76         | 2:27,15 | 2     |
| Гигантский слалом | Ана Древ    | 1:17,63                   | 1:11,20         | 2:28,83 | 19    |
| Слалом            | Тина Мазе   | 52,28                     | 52,81           | 1:45,09 | 9     |
| Слалом            | Маруша Ферк | 53,20                     | 53,83           | 1:47,03 | 23    |
| Слалом            | Ана Древ    | DNF                       | —               | —       | —     |

#### Лыжное двоеборье
| Соревнование        | Спортсмены    | Прыжки с трамплина | Прыжки с трамплина | Лыжная гонка | Лыжная гонка | Место |
| Соревнование        | Спортсмены    | Результат          | Место              | Гандикап     | Результат    | Место |
| ------------------- | ------------- | ------------------ | ------------------ | ------------ | ------------ | ----- |
| Нормальный трамплин | Митя Оранич   | 108,0              | 36                 | +1:50        | 27:38,3      | 31    |
| Нормальный трамплин | Гашпер Берлот | 119,5              | 13                 | +1:04        | 28:19,5      | 37    |
| Большой трамплин    | Гашпер Берлот | 89,2               | 32                 | +02:31       | 26:57,9      | 37    |
| Большой трамплин    | Митя Оранич   | 88,5               | 33                 | +02:34       | 27:42,1      | 41    |

#### Лыжные гонки
Женщины
Дистанция
| Соревнование           | Спортсмены                                            | Результат | Место |
| ---------------------- | ----------------------------------------------------- | --------- | ----- |
| 10 км свободным стилем | Весна Фабьян                                          | 26:51,6   | 33    |
| 10 км свободным стилем | Барбара Езершек                                       | 27:17,3   | 40    |
| Гонка преследования    | Барбара Езершек                                       | 42:17,0   | 17    |
| Гонка преследования    | Аня Эржен                                             | 48:22,9   | 59    |
| Эстафета               | Аня Эржен, Катя Вишнар, Весна Фабьян, Барбара Езершек | 59:47,5   | 14    |

Спринт
| Соревнование     | Спортсмены                | Квалификация | Квалификация | Четвертьфинал | Четвертьфинал | Полуфинал | Полуфинал | Финал     | Финал     |
| Соревнование     | Спортсмены                | Результат    | Место        | Результат     | Место         | Результат | Место     | Результат | Место     |
| ---------------- | ------------------------- | ------------ | ------------ | ------------- | ------------- | --------- | --------- | --------- | --------- |
| Спринт           | Петра Майдич              | 3:47,84      | 19           | 3:40,2        | 1             | 3:41,2    | 4         | 3:41,0    | 3         |
| Спринт           | Катя Вишнар               | 3:44,10      | 7            | 3:43,7        | 4             | не прошла | не прошла | не прошла | не прошла |
| Спринт           | Весна Фабьян              | 3:48,40      | 21           | 3:43,7        | 5             | не прошла | не прошла | не прошла | не прошла |
| Командный спринт | Катя Вишнар, Весна Фабьян |              |              |               |               | 18:58,9   | 5         | не прошли | не прошли |

#### Прыжки на лыжах с трамплина
| Соревнование                  | Спортсмены                                            | Квалификация | Квалификация | Финал     | Финал    | Финал     | Финал     | Финал | Финал |
| Соревнование                  | Спортсмены                                            | Результат    | Место        | 1 прыжок  | 1 прыжок | 2 прыжок  | 2 прыжок  | Всего | Место |
| Соревнование                  | Спортсмены                                            | Результат    | Место        | Результат | Место    | Результат | Место     | Всего | Место |
| ----------------------------- | ----------------------------------------------------- | ------------ | ------------ | --------- | -------- | --------- | --------- | ----- | ----- |
| Нормальный трамплин           | Роберт Кранец                                         | —            | PQ           | 129,0     | 6        | 130,5     | 8         | 159,5 | 6     |
| Нормальный трамплин           | Петер Превц                                           | 127,0        | 13           | 124,0     | 13       | 135,0     | 4         | 259,0 | 7     |
| Нормальный трамплин           | Примож Пикль                                          | 116,5        | 27           | 117,5     | 25       | 117,0     | 23        | 134,5 | 24    |
| Нормальный трамплин           | Йерней Дамьян                                         | 126,5        | 15           | 108,0     | 38       | Не прошёл | Не прошёл | 108,0 | 38    |
| Большой трамплин              | Роберт Кранец                                         | —            | PQ           | 99,3      | 27       | 134,4     | 3         | 233,7 | 8     |
| Большой трамплин              | Петер Превц                                           | 122,1        | 21           | 111,6     | 14       | 110,7     | 16        | 222,3 | 16    |
| Большой трамплин              | Митя Межнар                                           | 101,0        | 39           | 99,7      | 26       | 98,8      | 26        | 198,5 | 29    |
| Большой трамплин              | Йерней Дамьян                                         | 121,1        | 23           | 89,7      | 33       | не прошёл | не прошёл | 89,7  | 33    |
| Большой трамплин среди команд | Примож Пикль, Митя Межнар, Петер Превц, Роберт Кранец |              |              | 472,2     | 8        | 486,6     | 8         | 958,8 | 8     |

#### Сноуборд
Хафпайп
| Соревнование | Спортсмены   | Квалификация | Квалификация | Квалификация | Полуфинал | Полуфинал | Полуфинал | Финал     | Финал     | Финал     |
| Соревнование | Спортсмены   | 1 спуск      | 2 спуск      | Место        | 1 спуск   | 2 спуск   | Место     | 1 спуск   | 2 спуск   | Место     |
| ------------ | ------------ | ------------ | ------------ | ------------ | --------- | --------- | --------- | --------- | --------- | --------- |
| Женщины      | Цилька Садар | 18,2         | 26,8         | 18           | 30,1      | 21,5      | 11        | не прошла | не прошла | не прошла |

Бордеркросс
| Соревнование | Спортсмены | Квалификация | Квалификация | 1/8 финала | Четвертьфинал | Полуфинал | Финал     | Место |
| Соревнование | Спортсмены | Результат    | Место        | 1/8 финала | Четвертьфинал | Полуфинал | Финал     | Место |
| ------------ | ---------- | ------------ | ------------ | ---------- | ------------- | --------- | --------- | ----- |
| Мужчины      | Рок Рогель | 1:23,37      | 22           | 4          | не прошёл     | не прошёл | не прошёл | 24    |

Параллельный гигантский слалом
| Соревнование | Спортсмены       | Квалификация | Квалификация | Квалификация | Квалификация | 1/8 финала                         | Четвертьфинал                              | Полуфинал                                   | Финал                                          | Место |
| Соревнование | Спортсмены       | 1 спуск      | 2 спуск      | Всего        | Место        | Соперник Результат                 | Соперник Результат                         | Соперник Результат                          | Соперник Результат                             | Место |
| ------------ | ---------------- | ------------ | ------------ | ------------ | ------------ | ---------------------------------- | ------------------------------------------ | ------------------------------------------- | ---------------------------------------------- | ----- |
| Мужчины      | Жан Кошир        | 39,02        | 39,29        | 1:18,31      | 12           | Мэттью Морисон (CAN) выиграл; DSQ  | Беньямин Карл (AUT) проиграл; DSQ          | За 5-7 места Крис Клаг (USA) выиграл; −1,71 | За пятое место Симон Шох (SUI) проиграл; +0,92 | 6     |
| Мужчины      | Рок Фландер      | 38,77        | 39,87        | 1:18,64      | 15           | Сильвен Дюфур (FRA) выиграл; −1,65 | Джейси-Джей Андерсон (CAN) проиграл; +7,02 | Симон Шох (SUI) проиграл; DNS               | Крис Клаг (USA) проиграл; DNS                  | 8     |
| Мужчины      | Рок Маргуч       | 39,27        | 41,82        | 1:21,09      | 23           | не прошёл                          | не прошёл                                  | не прошёл                                   | не прошёл                                      | 23    |
| Мужчины      | Изидор Шуштершич | 42,55        | 39,46        | 1:22,01      | 25           | не прошёл                          | не прошёл                                  | не прошёл                                   | не прошёл                                      | 25    |
| Женщины      | Глория Котник    | 46,44        | 45,67        | 1:32,11      | 27           | не прошла                          | не прошла                                  | не прошла                                   | не прошла                                      | 27    |

#### Фристайл
Могул
| Соревнование | Спортсмены    | Квалификация | Квалификация | Финал     | Финал     |
| Соревнование | Спортсмены    | Результат    | Место        | Результат | Место     |
| ------------ | ------------- | ------------ | ------------ | --------- | --------- |
| Женщины      | Нина Беднарик | 13,79        | 26           | не прошла | не прошла |

Ски-кросс
| Соревнование | Спортсмены   | Квалификация | Квалификация | 1/8 финала | Четвертьфинал | Полуфинал | Финал     |           |
| Соревнование | Спортсмены   | Результат    | Место        | 1/8 финала | Четвертьфинал | Полуфинал | Финал     |           |
| ------------ | ------------ | ------------ | ------------ | ---------- | ------------- | --------- | --------- | --------- |
| Мужчины      | Филип Флисар | 1:13,46      | 7            | 1          | 2             | 4         | 8         |           |
| Женщины      | Саша Фарич   | 1:20,01      | 16           | 2          | 4             | не прошла | не прошла | не прошла |

### Санный спорт
Мужчины
| Соревнование | Спортсмены   | 1 заезд   | 1 заезд | 2 заезд   | 2 заезд | 3 заезд   | 3 заезд | 4 заезд   | 4 заезд | Итоговый результат | Итоговое место |
| Соревнование | Спортсмены   | Результат | Место   | Результат | Место   | Результат | Место   | Результат | Место   | Итоговый результат | Итоговое место |
| ------------ | ------------ | --------- | ------- | --------- | ------- | --------- | ------- | --------- | ------- | ------------------ | -------------- |
| Одиночки     | Домен Поцеха | 49,340    | 27      | 49,457    | 26      | 49,587    | 28      | 49,362    | 29      | 3:17,746           | 27             |

### Скелетон
| Соревнование | Спортсмены  | 1 заезд   | 1 заезд | 2 заезд   | 2 заезд | 3 заезд   | 3 заезд | 4 заезд   | 4 заезд | Итоговый результат | Итоговое место |
| Соревнование | Спортсмены  | Результат | Место   | Результат | Место   | Результат | Место   | Результат | Место   | Итоговый результат | Итоговое место |
| ------------ | ----------- | --------- | ------- | --------- | ------- | --------- | ------- | --------- | ------- | ------------------ | -------------- |
| Мужчины      | Анже Шетина | 54,50     | 23      | 54,35     | 23      | 53,75     | 20      |           |         | 2:42,60            | 21             |

### Фигурное катание
| Соревнование              | Спортсмены     | Короткая программа | Короткая программа | Произвольная программа | Произвольная программа | Всего     | Всего |
| Соревнование              | Спортсмены     | Результат          | Место              | Результат              | Место                  | Результат | Место |
| ------------------------- | -------------- | ------------------ | ------------------ | ---------------------- | ---------------------- | --------- | ----- |
| Мужское одиночное катание | Грегор Урбас   | 53,02              | 27                 | не прошёл              | не прошёл              | 53,02     | 27    |
| Женское одиночное катание | Теодора Поштич | 43,80              | 27                 | не прошла              | не прошла              | 43,80     | 27    |